# David Coverdale
David Coverdale (Anglia, North Yorkshire, 1951. szeptember 22. –) angol rockénekes a Deep Purple majd a Whitesnake tagja/vezetője.

## Kezdetek
Már nagyon korán elkapta a zene imádata. Anyai ágon két unokatestvére által jutottak el hozzá az olyan előadok rock 'n' roll lemezei mint Elvis Presley, Little Richard vagy Chuck Berry. Otthon a családnak sem rádiója, sem lemezjátszója nem volt, így a nagyszüleihez kellett mennie ha zenét akart hallgatni. Hétévesen művészeti iskolában akart járni, a rajzolás volt a szenvedélye. Végül grafikusként és rajztanárként végzett. Közben 11 évesen az iskola kórusában kezdett énekelni, ahol megdicsérték hangjáért. Verseket is szívesen írt, ahogyan kezdte magát kiismerni a hangszereken, ezekből egyből dalok lettek. Az első dal amit megtanult a Yardbirds For Your Love-ja volt. Rendes zenekarba először 14 évesen került. Első koncert élménye a helyi zenekarokat nem számítva a Jimi Hendrix Experience fellépése volt, 15 éves korában. Első fellépésére 11 évesen került sor szüleinek kocsmájában, ahol Bob Dylantől a Don't Thing Twice It's All Right-ot, valamint Donovan-től a Colorst adta elő.
Első lemeze amit már a saját pénzén vett az Are You Experienced volt Jimi Hendrixtől, de ebben az időben nagyon szerette a Blood, Sweat and Tears,, a The Who, Muddy Waters zenéit is. "És ekkor tanultam meg először a hasammal énekelni, ami hülyén hangzik, de teljesen más, mint egy normál hang." Coverdale a Vintage 67 (1965–68), a The Government (1968–72) és a Fabulosa Brothers (1972–73) helyi zenekarokkal kezdett fellépni.

## Világhír
1973 szeptemberében lett Ian Gillan utódja a Deep Purpleben. Coverdale széles hangterjedelmével és megjelenésével stílust teremtett és a legnagyobb rockénekesek között találta magát.

## Whitesnake
A Deep Purple 1976-os feloszlása után két lemezt adott ki saját neve alatt (White Snake-1977 és Northwinds-1978), majd Whitesnake néven folytatta pályáját. A zenekar Európában már a kezdetektől fogva népszerűnek számított, de az amerikai áttörés az 1987 című lemezzel érkezett meg. Coverdale feltupírozott szőke hajjal, az MTV-s igényeket kielégítő dalokkal, valamint neves amerikai zenészekkel újította meg a Whitesnaket, mely a 80-as évek végére MTV sztárcsapattá vált és a csúcsra jutott. Ekkortájt Tawny Kitaen volt a felesége.

## A Rocksztárság után
1990-ben Jimmy Page társaságában (ex-Led Zeppelin) készített lemezt Coverdale/Page néven. A 90-es években a Whitesnake szünetelt, vagy gyengébb anyagokat adott ki(Starkers in Tokyo-1998), a kiadók válogatáslemezekkel próbálták fenntartani a nevet.

## A Whitesnake feltámadása
Sokan csak legyintettek a 90-es évek végén 2000-es évek elején a rövid hajú, blues-ba borult Coverdale név hallatán.De David 2003-ban immáron hosszú hajjal újraindította legendás formációját a Whitesnake-et. A szintén nagynevű muzsikusokkal telepakolt új formáció sikerét bizonyítja a csúcsminőségű Live...In The Still of the Night DVD is, de a visszatérő Good To Be Bad-2008 című lemez miatt sem kell szégyenkeznie.
David Coverdale elmondása szerint rengeteg zenét hallgat a rockon és blueson kívül is: brazil zene, tibeti vagy kínai zene, modern rock, hiphop, vagy akár angol furulya duett Paul O' Dette és Jakob Lindberg tolmácsolásában.
Három örök kedvenc lemezének Jimi Hendrix Axis: Bold As Love-ját, de még inkább az Are You Experienced című lemezét, a The Who My Generation-jét, valamint bármelyik Muddy Waters lemezt tartja.

## Deep Purple
- Burn (1974) US Platinum, UK 2x Platinum
- Stormbringer (1974) US Gold, UK Gold
- Come Taste the Band (1975) UK Silver
- Made in Europe Live April 1975 (1976)
- Last Concert in Japan Live December 1975 (1977)
- Live in London Live May 1974  (1982)
- Singles A's & B's (1993)
- On the Wings of a Russian Foxbat: Live in California 1976 (1995)
- California Jamming Live April 1974 (1996)
- Mk III The Final Concerts Live April 1975 (1996)
- Days May Come and Days May Go, The California Rehearsals, June 1975 (2000)
- 1420 Beachwood Drive, The California Rehearsals, Part 2 (2000)
- This Time Around: Live in Tokyo Live December 1975 (2001)
- Listen, Learn, Read On (2002)
- Just Might Take Your Life Live April 1974 (2003)
- Perks and Tit Live April 1974 (2004)
- Live in Paris 1975 Live April 1975 (2004)
- Burn 30th Anniversary Edition (2004)
- Live in California 74 (DVD) (2005)
- Stormbringer 35th Anniversary Edition (2009)

## Szólólemezek
- White Snake (1977)
- Northwinds (1978)
- "The Last Note Of Freedom" - featured on Days of Thunder soundtrack (1990)
- Into the Light (2000)

## Whitesnake
- Snakebite (1978)
- Trouble (1978)
- Lovehunter (1979)
- Live at Hammersmith (1980)
- Ready an' Willing (1980) UK Gold
- Live...In the Heart of the City  (1980) UK Platinum
- Come an' Get It (1981) UK Gold
- Saints & Sinners (1982) UK Silver
- Slide It In (1984) US 2x Platinum, UK Platinum
- Whitesnake (1987) US 8x Platinum, UK Platinum
- Slip of the Tongue (1989) US 3x Platinum, UK Gold
- Whitesnake's Greatest Hits (1994) US Platinum, UK Gold
- Restless Heart (1997) - release credited to "David Coverdale & Whitesnake"
- Starkers in Tokyo (1998)
- Best of Whitesnake (2003)
- The Early Years (2004)
- Silver Anniversary Collection (2003)
- Live In the Still of the Night (2006)
- Live...In The Shadow Of The Blues (2006)
- Good To Be Bad (2008)
- 30th Anniversary Collection (2008)
- Slide It In 25th Anniversary Collection (2009)
- Slip Of The Tongue 20th Anniversary Collection (2009)

## Coverdale/Page
- Coverdale/Page (1993) US Platinum, UK Silver